# Derman
Derman (en turc remei) és una pel·lícula turca del 1983 escrita per Ahmet Soner, dirigida per Şerif Gören i protagonitzada per Hülya Koçyiğit, Tarık Akan i Talat Bulut.

## Assumpte
Murvet és nomenada llevadora d'un poble remot de l'interior de Turquia. Quan hi va coneix al proscrit Şehmuz.

## Repartiment
- Tarık Akan - Şehmuz (veu. Kamran Usluer)
- Hülya Koçyiğit - Murvet
- Talat Bulut - Tahsin
- Nur Sürer - Bahar
- Sırri Elitaş - Rıfat Ağa (veu. Erdal Özyağcılar)
- Bedri Uğur
- Tuncay Şahin

## Premis
Hülya Koçyiğit va guanyar el Premi Taronja d'Or a la millor actriu al Festival Internacional de Cinema d'Antalya de 1983.